# Kaiserstraße 21 (Quedlinburg)

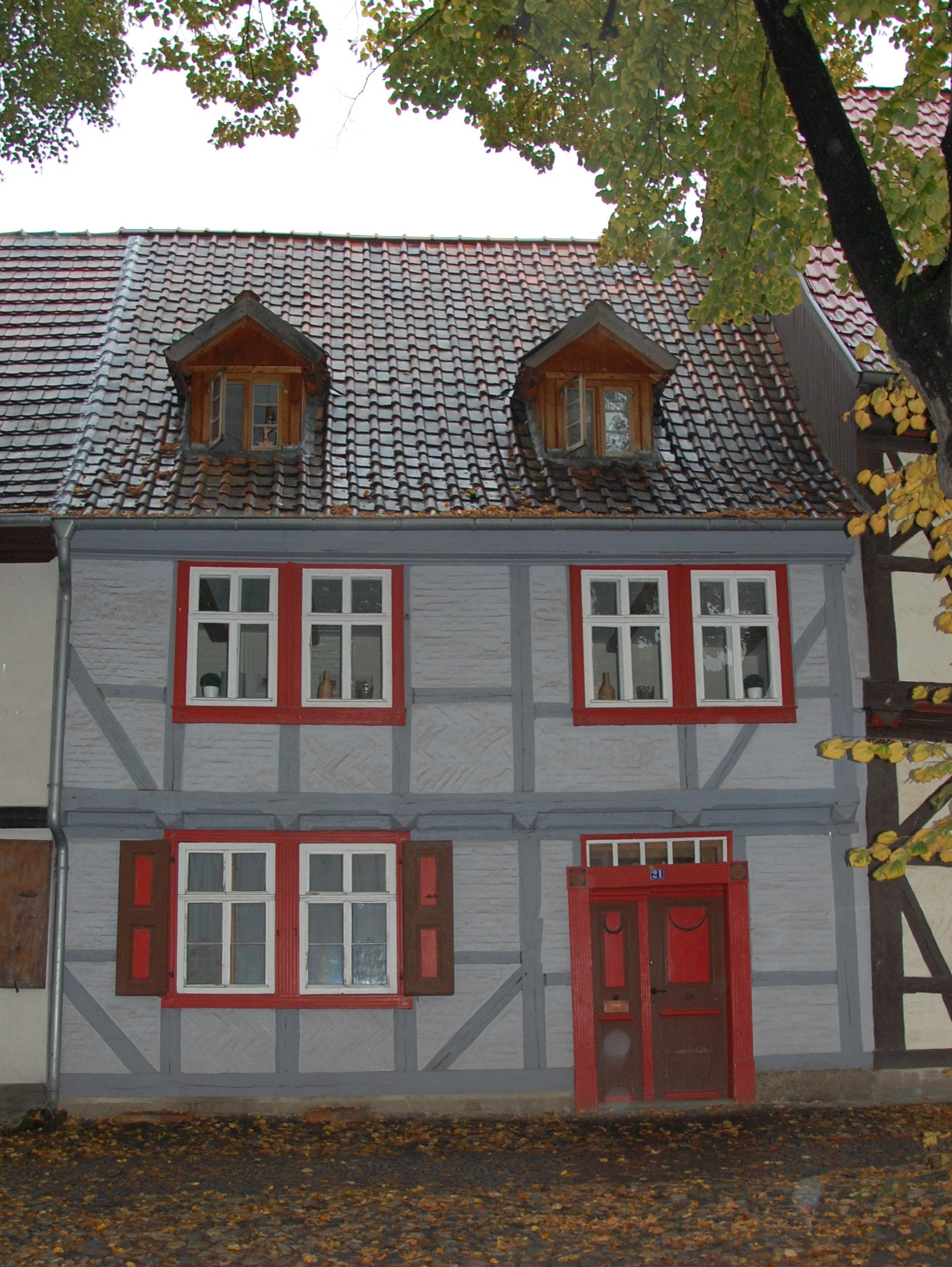
Kaiserstraße 21

Das Haus Kaiserstraße 21 ist ein denkmalgeschütztes Gebäude in der Stadt Quedlinburg in Sachsen-Anhalt.

## Lage
Es befindet sich in der historischen Quedlinburger Neustadt auf der Südseite der Kaiserstraße und ist im Quedlinburger Denkmalverzeichnis als Wohnhaus eingetragen. Westlich grenzt das gleichfalls denkmalgeschützte Haus Kaiserstraße 22 an.

## Architektur und Geschichte
Das zweigeschossige Fachwerkhaus entstand in der Zeit um 1700. Die Fachwerkfassade wird durch Streben gegliedert. Als zierende Elemente finden sich Pyramidenbalkenköpfe sowie Fasungen an den Füllhölzern und Schwellen. Um 1840 wurde das Haus erneuert.
Bemerkenswert ist die Gestaltung der Haustür und der Fensterläden.